# Boussois
Boussois ist eine französische Gemeinde mit 3139 Einwohnern (Stand: 1. Januar 2022) im Département Nord in der Region Hauts-de-France. Sie gehört zum Arrondissement Avesnes-sur-Helpe und zum Kanton Maubeuge. Die Einwohner werden Beuxédiens genannt.

## Geographie
Die  Gemeinde Boussois liegt am Fluss Sambre, sechs Kilometer östlich von Maubeuge und sechs Kilometer südwestlich der Grenze zu Belgien. Boussois wird umgeben von den Nachbargemeinden Vieux-Reng im Norden, Marpent im Osten, Recquignies im Süden, Assevent im Westen sowie Élesmes im Nordwesten. Durch die Gemeinde führt die frühere Route nationale 49 (heutige D649).

## Bevölkerungsentwicklung
| Jahr                       | 1962 | 1968 | 1975 | 1982 | 1990 | 1999 | 2011 | 2020 |
| Einwohner                  | 3319 | 3575 | 3531 | 3483 | 3461 | 3449 | 3237 | 3176 |
| Quellen: Cassini und INSEE |      |      |      |      |      |      |      |      |

## Sehenswürdigkeiten
- Kirche Saint-Martin (Monument historique)
- Fort Boussois, 1934 errichtet, Grenzstellung
- Musikpavillon

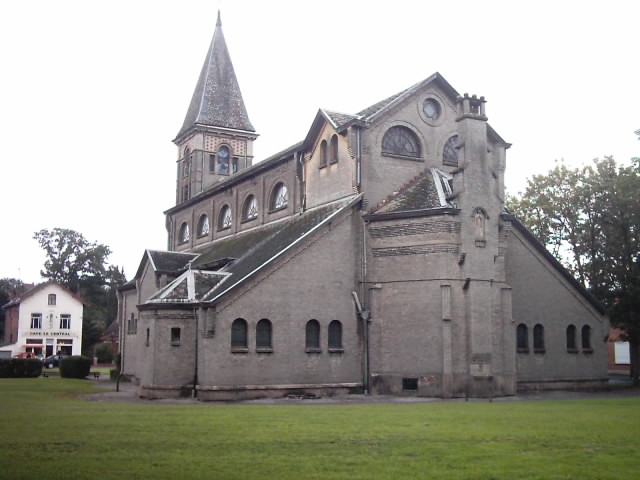
Kirche Saint-Martin
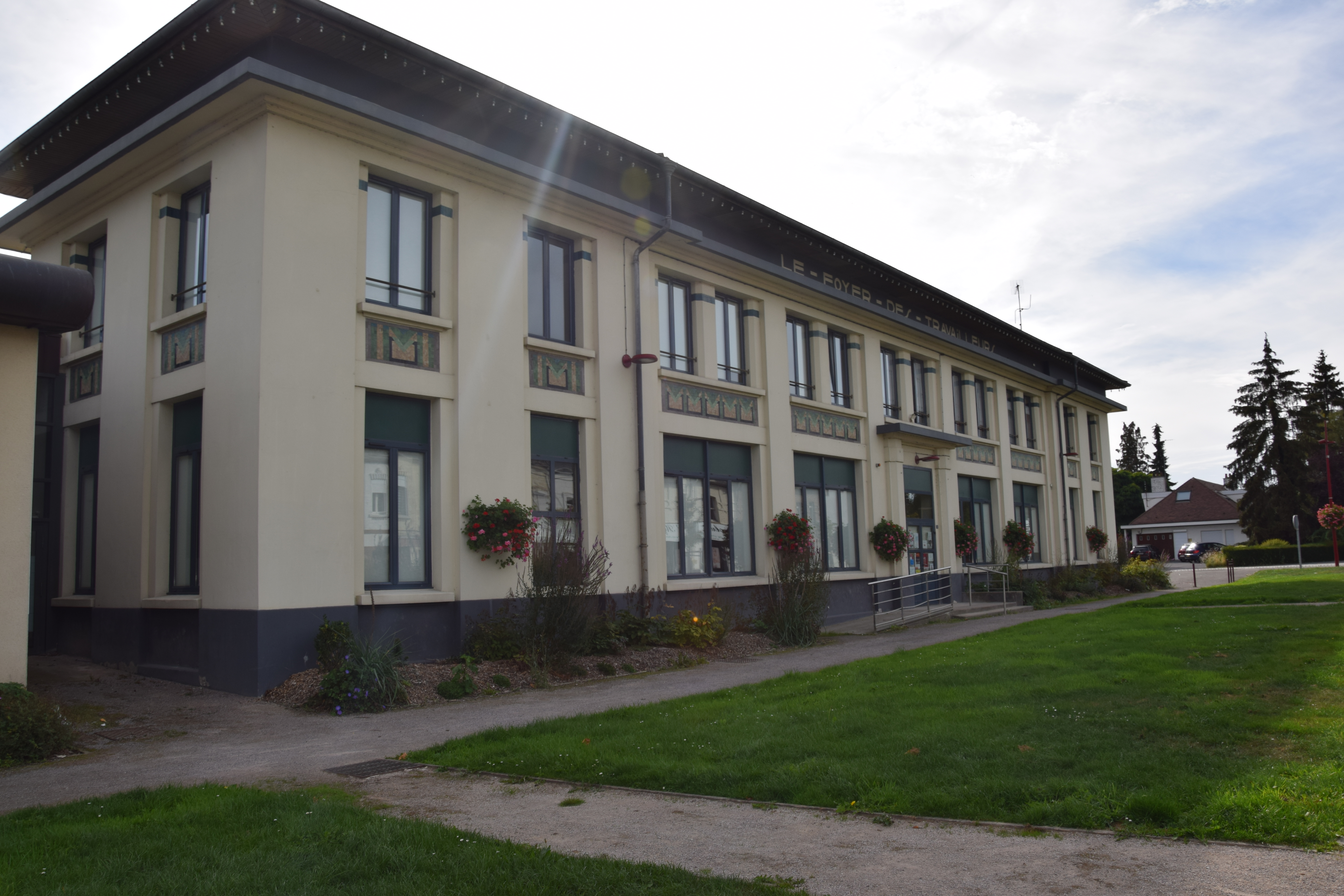
Museum der früheren Glasmanufaktur
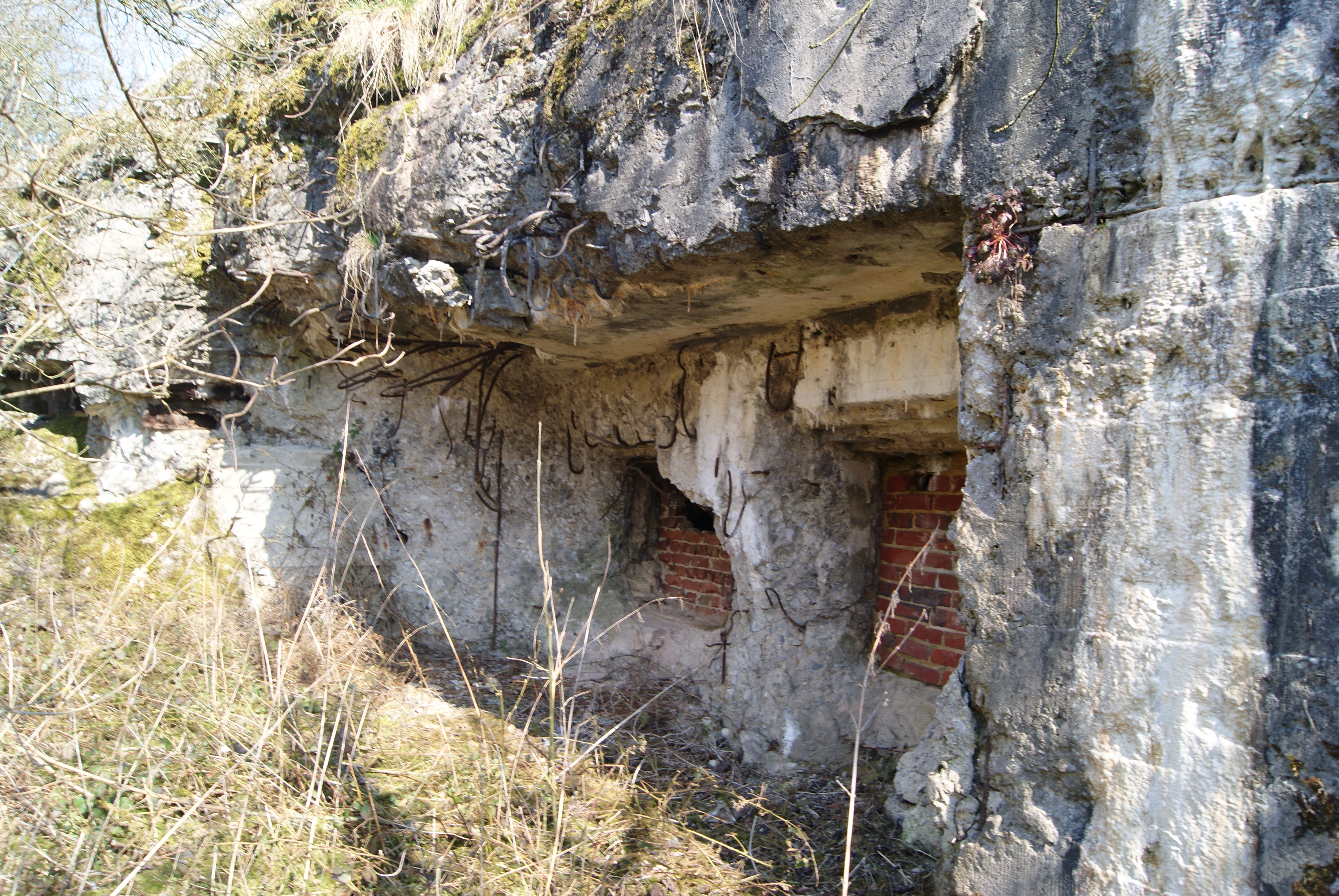
Überreste des Forts Boussois
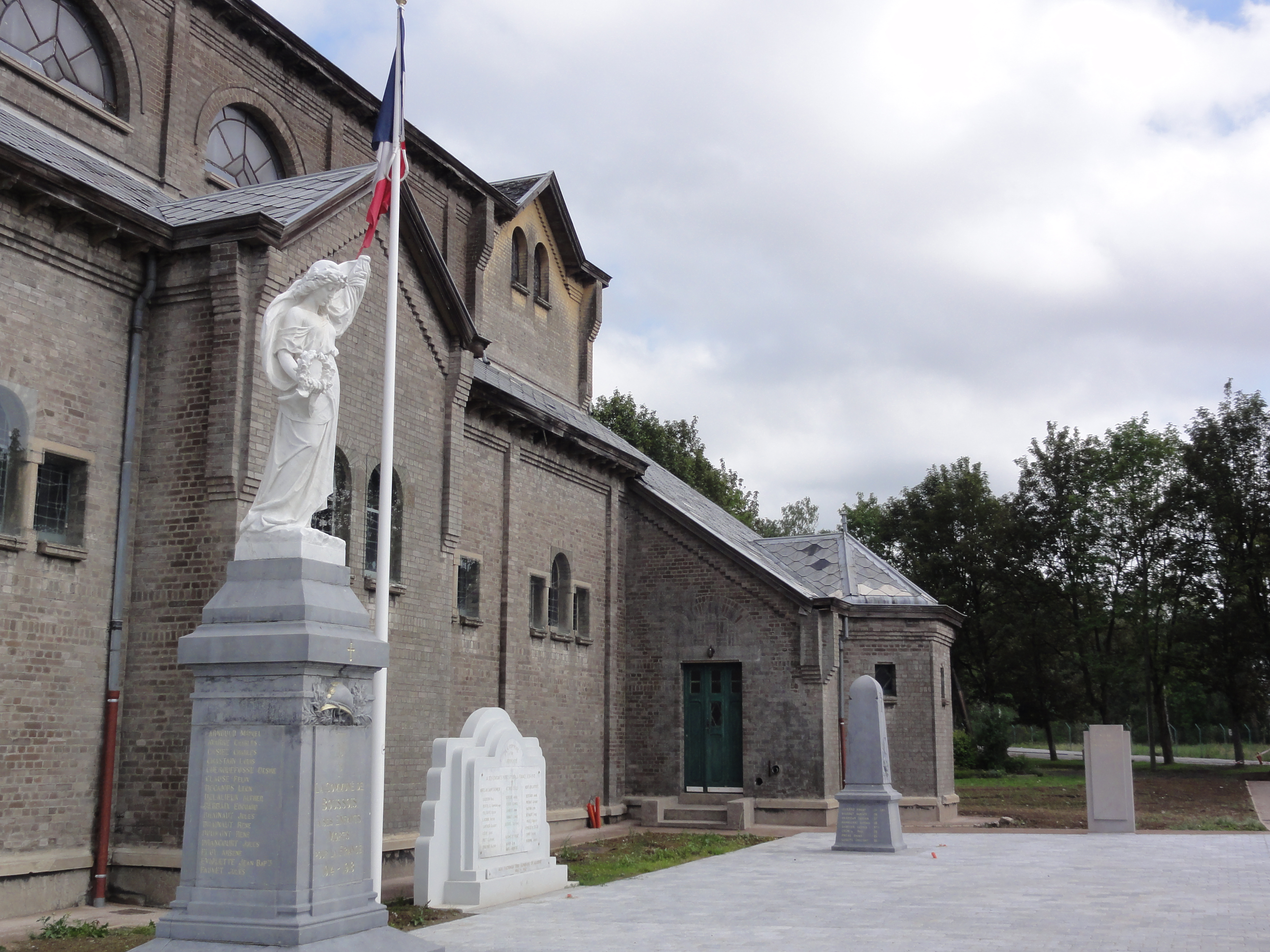
Gefallenendenkmal

## Wirtschaft
Die Glaces de Boussois sind Industrieanlagen (u. a. Danone) am Rand von Boussois.